# Lockheed SR-71 Blackbird
O Lockheed SR-71 "Blackbird" é uma aeronave de reconhecimento estratégico Mach 3+, de longo alcance e altitude elevada, que foi desenvolvida e fabricada pela empresa aeroespacial norte-americana Lockheed Corporation. Foi operado pela Força Aérea dos Estados Unidos (USAF) e pela NASA.
O SR-71 faz parte do projeto negro, um programa militar secreto dos Estados Unidos, e foi desenvolvido pela divisão Skunk Works da Lockheed na década de 1960.
O engenheiro aeroespacial americano Clarence "Kelly" Johnson foi responsável por muitos dos conceitos inovadores da aeronave. A forma do SR-71 foi baseada na do A-12, que foi uma das primeiras aeronaves a ser projetada com uma seção transversal de radar reduzida. Inicialmente, uma variante de bombardeiro do A-12 foi solicitada por Curtis LeMay, antes que o programa fosse focado apenas no reconhecimento. O equipamento de missão para a função de reconhecimento incluía sensores de inteligência de sinais, radar aéreo de observação lateral e uma câmera; o SR-71 era mais longo e mais pesado que o A-12, permitindo-lhe armazenar mais combustível, bem como um cockpit de dois lugares. O SR-71 entrou em serviço em janeiro de 1966.
Durante as missões de reconhecimento aéreo, o SR-71 operou em altas velocidades e altitudes (Mach 3,2 e 85 000 pés, 25 900 metros), permitindo-lhe ultrapassar ou evitar totalmente as ameaças. Se um lançamento de míssil terra-ar fosse detectado, a ação evasiva padrão era simplesmente acelerar e ultrapassar o míssil. Em média, cada SR-71 poderia voar uma vez por semana devido à extensa parada necessária após a recuperação da missão. Um total de 32 aeronaves foram construídas; 12 foram perdidas em acidentes e nenhuma perdida por ação inimiga. Em 1989, a USAF aposentou o SR-71, em grande parte por razões políticas; vários foram brevemente reativados durante a década de 1990 antes de sua segunda aposentadoria em 1998. A NASA foi a operadora final do Blackbird, que o usou como plataforma de pesquisa, aposentando-o em 1999. Desde então, o papel do SR-71 foi assumido por uma combinação de satélites de reconhecimento e veículos aéreos não tripulados (VANTs); um sucessor de VANT proposto, o SR-72, está em desenvolvimento pela Lockheed Martin e programado para voar em 2025. O SR-71 tem vários apelidos, incluindo "Blackbird" e "Habu". Em 2023, o SR-71 ultrapassou o recorde mundial de aeronave tripulada mais rápida, título conquistado em 1976 pelo Lockheed YF-12.

## Desenvolvimento

### Contexto
A aeronave de reconhecimento anterior da Lockheed era o relativamente lento U-2, projetado para a Agência Central de Inteligência (CIA). No final de 1957, a CIA abordou a empresa de defesa Lockheed para construir um avião espião indetectável. O projeto, chamado Arcanjo, foi liderado por Kelly Johnson, chefe da unidade Skunk Works da Lockheed, em Burbank, Califórnia. Os trabalhos no projeto Arcanjo começaram no segundo trimestre de 1958, com o objetivo de voar mais alto e mais rápido que o U-2. De 11 projetos sucessivos elaborados em um período de 10 meses, "A-10" foi o favorito. Apesar disso, no entanto, sua forma o tornava vulnerável à detecção por radar. Após uma reunião com a CIA em março de 1959, o projeto foi modificado para ter uma redução de 90% na seção transversal do radar. A CIA aprovou um contrato de US$ 96 milhões para a Skunk Works construir uma dúzia de aviões espiões, denominados "A-12", em 11 de fevereiro de 1960. A queda do U-2 de Francis Gary Powers em 1960 destacou a vulnerabilidade da aeronave e a necessidade de aviões de reconhecimento mais rápidos, como o A-12.
O A-12 voou pela primeira vez em Groom Lake (Área 51), Nevada, em 25 de abril de 1962. Treze foram construídos; duas variantes também foram desenvolvidas, incluindo três do protótipo do interceptador YF-12 e dois M-21. A aeronave deveria ser movida pelo motor Pratt & Whitney J58, mas o desenvolvimento ultrapassou o cronograma e foi inicialmente equipado com o menos potente Pratt & Whitney J75. Os J58 foram adaptados à medida que se tornaram disponíveis e se tornaram o motor padrão para todas as aeronaves subsequentes da série (A-12, YF-12, M-21), bem como o SR-71. O A-12 voou em missões sobre o Vietnã e a Coreia do Norte antes de sua aposentadoria em 1968. O cancelamento do programa foi anunciado em 28 de dezembro de 1966, devido a questões orçamentárias e ao futuro SR-71, um derivado do A-12.

### Designação como SR-71
A designação SR-71 é uma continuação da série de bombardeiros pré-1962; a última aeronave construída da série foi o XB-70 Valkyrie. No entanto, uma variante de bombardeiro do Blackbird recebeu brevemente o designador B-71, que foi mantido quando o tipo foi alterado para SR-71.

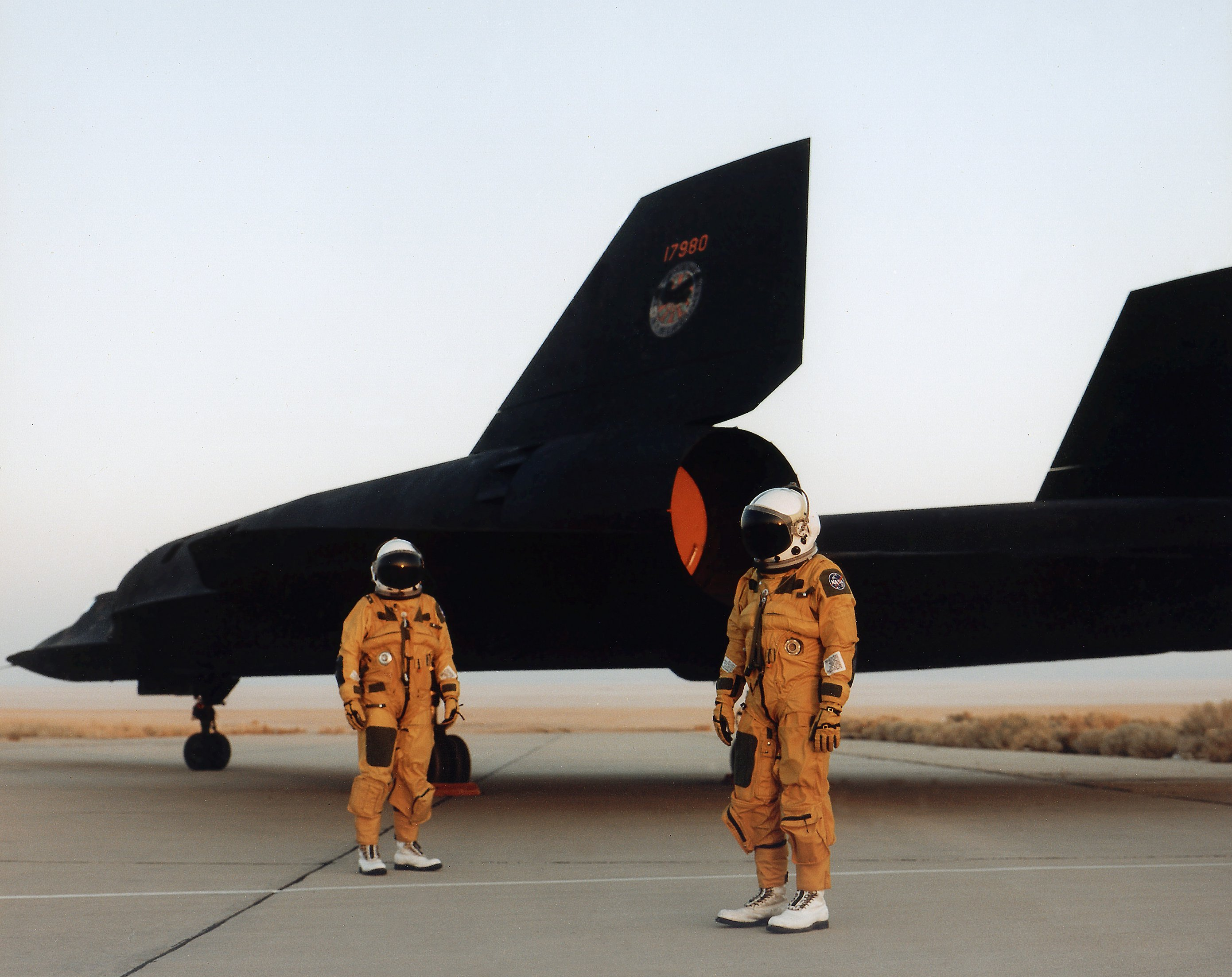
A tripulação de um SR-71 da NASA em pé ao lado da aeronave em seus trajes de voo pressurizados, 1991

Durante os estágios posteriores de seus testes, o B-70 foi proposto para uma função de reconhecimento/ataque, com a designação "RS-70". Quando o potencial de desempenho do A-12 foi claramente considerado muito maior, a USAF encomendou uma variante do A-12 em dezembro de 1962, originalmente chamada de R-12 pela Lockheed. Esta versão da USAF era mais longa e pesada que o A-12 original porque tinha uma fuselagem mais longa para armazenar mais combustível. O R-12 também tinha um cockpit maior de dois lugares e lombos da fuselagem remodelados. Além disso, o equipamento de reconhecimento incluía sensores de inteligência de sinais, um radar aéreo de observação lateral e uma câmera fotográfica. O A-12 da CIA era uma plataforma de reconhecimento fotográfico melhor do que o R-12 da USAF, pois o A-12 voava um pouco mais alto e mais rápido, e com apenas um piloto, tinha espaço para carregar uma câmera superior e mais instrumentos. O A-12 voou em missões secretas enquanto o SR-71 voou em missões abertas; o último tinha marcações da USAF e os pilotos carregavam Cartões de Identificação das Convenções de Genebra.
Durante a eleição presidencial de 1964, o candidato presidencial republicano Barry Goldwater criticou repetidamente o presidente Lyndon B. Johnson e seu governo por ficar atrás da União Soviética no desenvolvimento de novas armas. Johnson decidiu contrariar essa crítica revelando a existência do interceptador YF-12A USAF, que também serviu de cobertura para o ainda secreto A-12 e o modelo de reconhecimento da USAF desde julho de 1964. O chefe do Estado-Maior da USAF, general Curtis LeMay, preferiu o SR (reconhecimento estratégico) e queria que o RS-71 fosse nomeado SR-71. Antes do discurso de julho, LeMay fez um lobby para modificar o discurso de Johnson para ler "SR-71" em vez de "RS-71". A transcrição da mídia fornecida à imprensa na época ainda continha a designação RS-71 anterior em alguns lugares, criando a história de que o presidente havia interpretado mal a designação da aeronave. Para esconder a existência do A-12, Johnson referiu-se apenas ao A-11, enquanto revelava a existência de uma aeronave de reconhecimento de alta velocidade e altitude.
Em 1968, o secretário de Defesa Robert McNamara cancelou o programa de interceptação do F-12. O ferramental especializado usado para fabricar o YF-12 e o SR-71 também foi destruído. A produção do SR-71 totalizou 32 aeronaves com 29 SR-71A, dois SR-71B e o único SR-71C.

## Histórico operacional

### Era principal
O primeiro voo de um SR-71 ocorreu em 22 de dezembro de 1964 em Palmdale, Califórnia, pilotado por Bob Gilliland. O SR-71 atingiu uma velocidade máxima de Mach 3,4 durante o teste de voo, com o piloto major Brian Shul relatando uma velocidade superior a Mach 3,5 em uma surtida operacional enquanto evitava um míssil sobre a Líbia. O primeiro SR-71 a entrar em serviço foi entregue à 4200ª (mais tarde, 9ª) Ala de Reconhecimento Estratégico na Base Aérea de Beale, Califórnia, em janeiro de 1966.
Os SR-71 chegaram pela primeira vez ao local de operação do 9º SRW (OL-8) na Base Aérea de Kadena, Okinawa, Japão, em 8 de março de 1968. Essas implantações receberam o codinome "Glowing Heat", enquanto o programa como um todo recebeu o codinome "Senior Crown". As missões de reconhecimento sobre o Vietnã do Norte receberam o codinome "Black Shield" e depois renomeadas como "Giant Scale" no final de 1968. Em 21 de março de 1968, o major (mais tarde general) Jerome F. O'Malley e o major Edward D. Payne concluíram o primeiro voo operacional do SR-71 no número de série SR-71 61-7976. Durante sua carreira, esta aeronave (976) acumulou 2 981 horas de voo e realizou 942 surtidas no total (mais do que qualquer outro SR-71), incluindo 257 missões operacionais. A aeronave voou para o Museu Nacional da Força Aérea dos Estados Unidos, perto de Dayton, Ohio, em março de 1990.

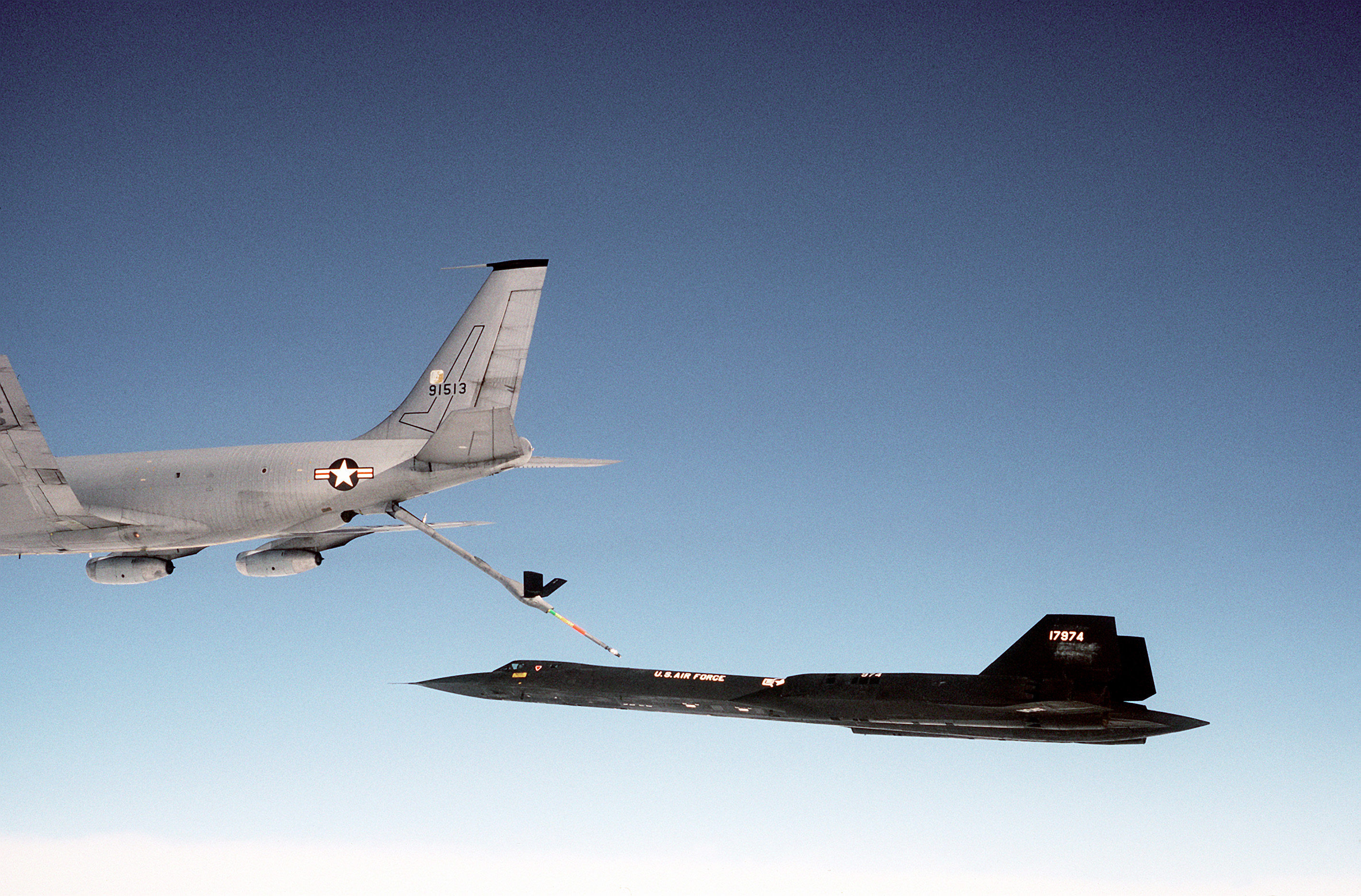
Um KC-135Q Stratotanker reabastecendo em voo um SR-71, 1983

A USAF poderia voar cada SR-71, em média, uma vez por semana, por causa da extensa parada necessária após a recuperação da missão. Muitas vezes, uma aeronave retornava com rebites faltando, painéis delaminados ou outras peças quebradas, como entradas que exigiam reparo ou substituição. Houve casos da aeronave não estar pronta para voar novamente por um mês devido aos reparos necessários. Rob Vermeland, gerente do Programa de Desenvolvimento Avançado da Lockheed Martin, disse em uma entrevista em 2015 que as operações de alto ritmo não eram realistas para o SR-71. "Se tivéssemos um sentado no hangar aqui e o chefe da tripulação fosse informado de que havia uma missão planejada agora, então 19 horas depois ele estaria pronto para decolar com segurança."
Desde o início das missões de reconhecimento do Blackbird no Vietnã do Norte e no Laos em 1968, os SR-71s realizaram em média aproximadamente uma surtida por semana durante quase dois anos. Em 1970, os SR-71 realizavam em média duas surtidas por semana e, em 1972, voavam quase uma surtida todos os dias. Dois SR-71s foram perdidos durante essas missões, um em 1970 e o segundo em 1972, ambos devido a problemas mecânicos. Ao longo de suas missões de reconhecimento durante a Guerra do Vietnã, os norte-vietnamitas dispararam aproximadamente 800 SAMs contra SR-71s, nenhum dos quais conseguiu acertar. Os pilotos relataram que os mísseis lançados sem orientação por radar e sem detecção de lançamento passaram a até 150 jardas (140 m) da aeronave.
Um SR-71 foi usado domesticamente em 1971 para ajudar o FBI em sua caçada ao sequestrador D.B. Cooper. O Blackbird deveria refazer e fotografar a trajetória de voo do 727 sequestrado de Seattle a Reno e tentar localizar qualquer um dos itens que Cooper sabia ter caído de paraquedas da aeronave. Cinco voos foram tentados, mas em cada ocasião nenhuma fotografia da trajetória de voo foi obtida devido à baixa visibilidade.

### Voos europeus
As operações europeias eram da RAF Mildenhall, Inglaterra. Havia duas rotas: uma estava ao longo da costa oeste norueguesa e até a Península de Kola, que continha várias grandes bases navais pertencentes à Frota do Norte da Marinha Soviética. Ao longo dos anos, houve vários pousos de emergência na Noruega, quatro em Bodø e dois deles em 1981 (voando de Beale) e 1985. Equipes de resgate foram enviadas para consertar os aviões antes de partir. Em uma ocasião, uma asa completa com motor foi substituída como a maneira mais fácil de colocar o avião no ar novamente. A outra rota, de Mildenhall sobre o Mar Báltico, era conhecida como Baltic Express.
Os pilotos de caça da Força Aérea Sueca conseguiram bloquear seu radar em um SR-71 em várias ocasiões dentro do alcance de tiro. A iluminação do alvo foi mantida alimentando a localização do alvo de radares terrestres para o computador de controle de fogo no interceptador JA 37 Viggen. O local mais comum para o lock-on era o estreito trecho de espaço aéreo internacional entre Olândia e Gotlândia que os SR-71 usavam em seus voos de volta.
Em 29 de junho de 1987, um SR-71 estava em uma missão ao redor do Mar Báltico para espionar as postagens soviéticas quando um dos motores explodiu. A aeronave, que estava a 20 km de altitude, perdeu altitude rapidamente e fez uma curva de 180° para a esquerda e sobrevoou Gotlândia para procurar a costa sueca. Assim, o espaço aéreo sueco foi violado, fazendo com que dois Saab JA 37 Viggen desarmados fossem investigar. A missão era fazer uma verificação de preparação para incidentes e identificar uma aeronave de alto interesse. Verificou-se que o avião estava em perigo óbvio e foi tomada a decisão de que a Força Aérea Sueca escoltaria o avião para fora do Mar Báltico. Uma segunda rodada de JA-37 armados de Ängelholm substituiu o primeiro par e completou a escolta para o espaço aéreo dinamarquês. O evento havia sido classificado por mais de 30 anos e, quando o relatório foi aberto, dados da NSA mostraram que vários MiG-25 com a ordem de abater o SR-71 ou forçá-lo a pousar decolaram logo após a falha do motor. Um MiG-25 havia travado um míssil no SR-71 danificado, mas como a aeronave estava sob escolta, nenhum míssil foi disparado. Em 29 de novembro de 2018, os quatro pilotos suecos envolvidos receberam medalhas da USAF.

### Aposentadoria inicial
Uma visão amplamente convencional, e provavelmente a mais conhecida, das razões para a aposentadoria do SR-71 em 1989 - uma visão que a própria Força Aérea ofereceu ao Congresso - era que, além de muito caro, o SR-71 havia se tornado redundante de qualquer maneira, entre outros métodos de reconhecimento que estavam em constante evolução. No entanto, outra opinião mantida por vários oficiais e legisladores é que o programa SR-71 foi encerrado devido à política do Pentágono, e não porque a aeronave se tornou obsoleta, irrelevante, muito difícil de manter ou insustentavelmente cara. Graham, um ex-comandante do 1º SRS e 9º SRW, apresentou em 1996 o que ele via como um resumo factual, não uma opinião, de como o SR-71 fornecia algumas capacidades de inteligência que nenhuma de suas alternativas (como satélites, U- 2 e VANTs) estavam fornecendo na década de 1990 (quando o SR-71 foi aposentado e depois aposentado do serviço de reconhecimento da Força Aérea). A principal questão para opinião, além desse ponto, era apenas quão crucial, ou descartáveis, essas vantagens únicas eram propriamente.
As principais capacidades operacionais do programa SR-71 chegaram ao fim ao final do ano fiscal de 1989 (outubro de 1989). O 1º Esquadrão de Reconhecimento Estratégico (1 SRS) manteve seus pilotos e aeronaves operacionais e ativos, e realizou algumas missões de reconhecimento operacional até o final de 1989 e 1990, devido à incerteza sobre o momento do término final do financiamento do programa. O esquadrão finalmente fechou em meados de 1990, e as aeronaves foram distribuídas para locais de exibição estáticos, com um número mantido em armazenamento de reserva.

### Reativação

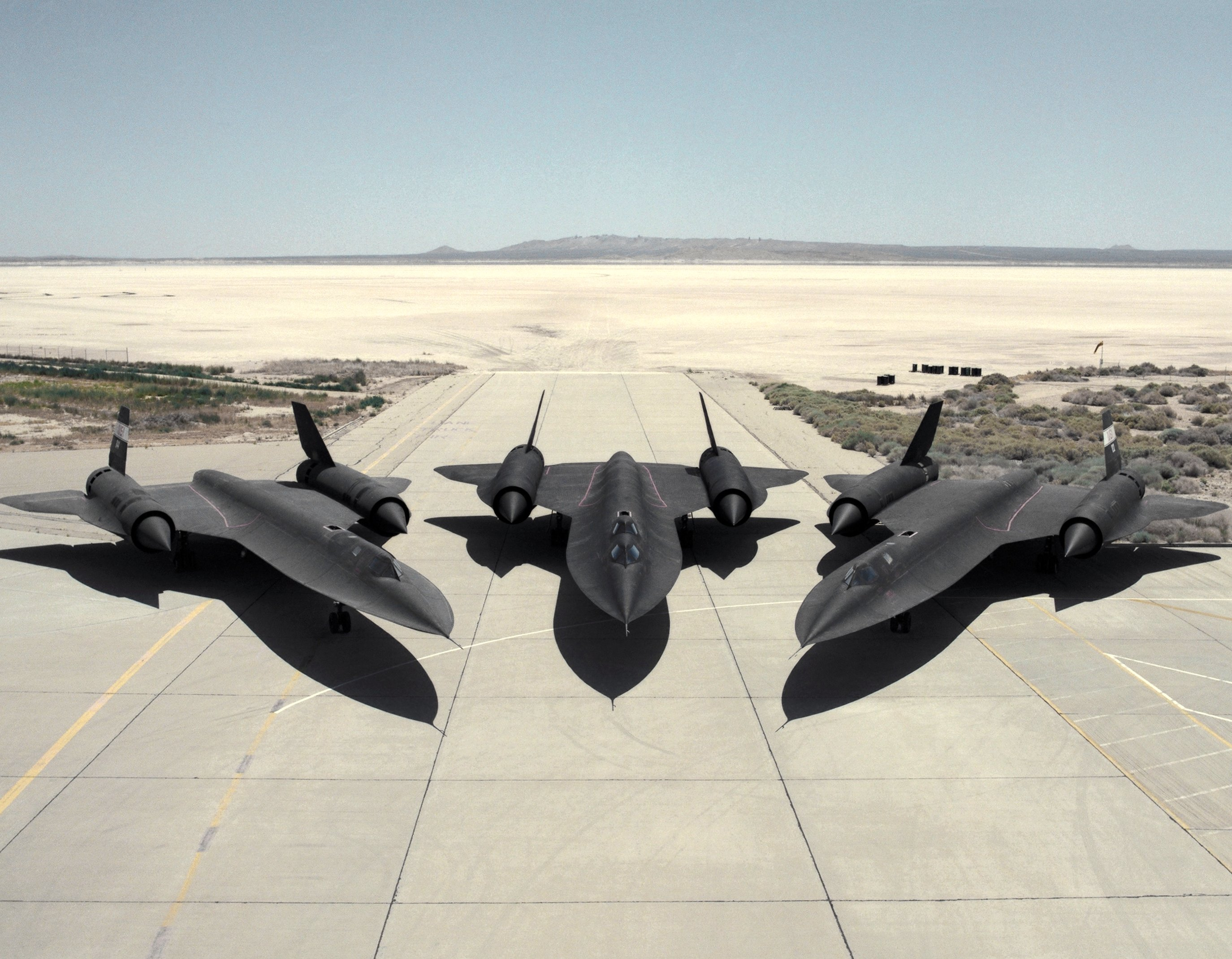
SR-71A (2) e um SR-71B em Edwards, 1992

Devido ao desconforto com as situações políticas no Oriente Médio e na Coreia do Norte, o Congresso dos EUA reexaminou o SR-71 no início de 1993. O contra-almirante Thomas F. Hall abordou a questão de por que o SR-71 foi aposentado, dizendo que estava sob "a crença de que, dado o atraso associado à montagem de uma missão, condução de um reconhecimento, recuperação de dados, processamento e entrega a um comandante de campo, você teve um problema nos cronogramas que não iria atender às necessidades táticas requisitos no campo de batalha moderno. E a determinação era que, se alguém pudesse tirar proveito da tecnologia e desenvolver um sistema que pudesse recuperar esses dados em tempo real... isso seria capaz de atender aos requisitos exclusivos do comandante tático." Hall também afirmou que eles estavam "procurando meios alternativos de fazer [o trabalho do SR-71]".
A decepção do Congresso com a falta de um substituto adequado para o Blackbird foi citada sobre a possibilidade de continuar financiando sensores de imagem no U-2. Os conferencistas do Congresso afirmaram que "a experiência com o SR-71 serve como um lembrete das armadilhas de não manter os sistemas existentes atualizados e capazes na esperança de adquirir outros recursos". Foi acordado adicionar US$ 100 milhões ao orçamento para devolver três SR-71 ao serviço, mas foi enfatizado que isso "não prejudicaria o apoio a VANTs de longa duração" [como o Global Hawk]. O financiamento foi posteriormente reduzido para US$ 72,5 milhões. A Skunk Works conseguiu devolver a aeronave ao serviço dentro do orçamento de US$ 72 milhões.

### Aposentadoria definitiva
A reativação encontrou muita resistência: a USAF não havia orçado para a aeronave e os desenvolvedores de VANT temiam que seus programas fossem prejudicados se o dinheiro fosse transferido para apoiar os SR-71. Além disso, com a alocação exigindo reafirmação anual pelo Congresso, o planejamento de longo prazo para o SR-71 era difícil. Em 1996, a USAF alegou que o financiamento específico não havia sido autorizado e mudou o programa para baixo dos panos. O Congresso reautorizou os fundos, mas, em outubro de 1997, o presidente Bill Clinton tentou usar o veto presidencial de itens para cancelar os US$ 39 milhões alocados para o SR-71. Em junho de 1998, a Suprema Corte dos EUA decidiu que o veto presidencial era inconstitucional. Tudo isso deixou o status do SR-71 incerto até setembro de 1998, quando a USAF pediu que os fundos fossem redistribuídos; a USAF o aposentou permanentemente em 1998.
A NASA operou os dois últimos Blackbirds até 1999. Todos os outros Blackbirds foram transferidos para museus, exceto os dois SR-71 e alguns drones D-21 retidos pelo Centro de Pesquisa de Voo Neil A. Armstrong.

### Recordes
O SR-71 foi a aeronave tripulada operacional de respiração aérea mais rápida e voando mais alto do mundo ao longo de sua carreira e ainda detém esse recorde. Em 28 de julho de 1976, o SR-71 número de série 61-7962, pilotado pelo então capitão Robert Helt, quebrou o recorde mundial: um "recorde absoluto de altitude" de 85 069 pés (25 929 m). Várias aeronaves ultrapassaram essa altitude em subidas de zoom, mas não em voo sustentado. Naquele mesmo dia, o número de série SR-71 61-7958 estabeleceu um recorde absoluto de velocidade de 1 905,81 nós (2 193,2 mph; 3 529,6 km/h), aproximadamente Mach 3,3. O piloto do SR-71, Brian Shul, afirma em seu livro Os Intocáveis que voou acima de Mach 3,5 em 15 de abril de 1986 sobre a Líbia para escapar de um míssil.

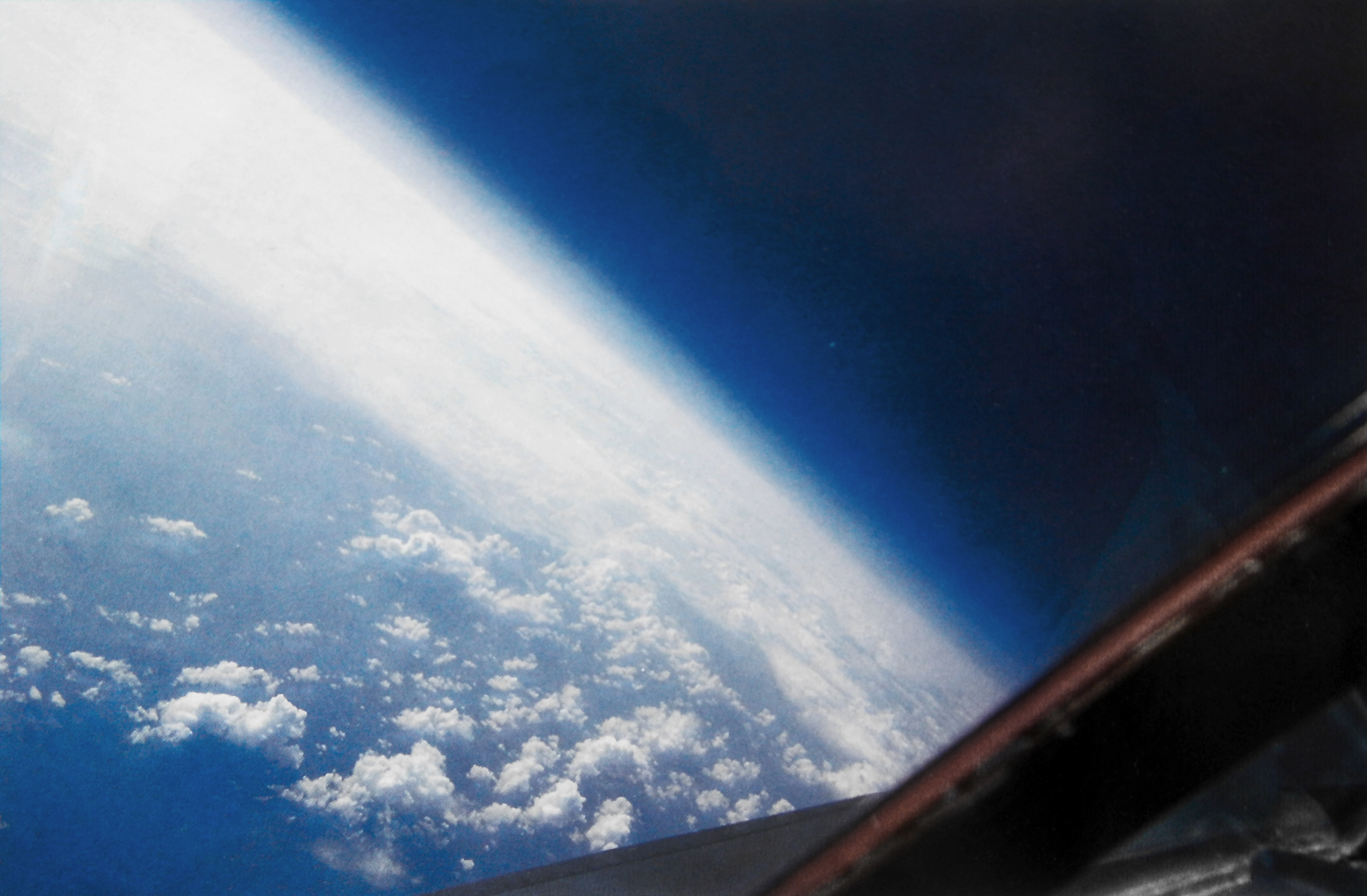
Vista do cockpit a 83.000 pés (25.000 m) sobre o Oceano Atlântico

O SR-71 também detém o recorde de "velocidade em um curso reconhecido" para voar de Nova York a Londres - distância de 3 461,53 milhas (5 570,79 km), 1 806,964 milhas por hora (2 908,027 km/h) e um tempo decorrido de 1 hora 54 minutos e 56,4 segundos - definido em 1º de setembro de 1974, enquanto voava pelo piloto da USAF James V. Sullivan e Noel F. Widdifield, oficial de sistemas de reconhecimento (RSO). Isso equivale a uma velocidade média de cerca de Mach 2,72, incluindo desaceleração para reabastecimento em voo. As velocidades de pico durante este voo provavelmente estavam mais próximas da velocidade máxima desclassificada de Mach 3,2. Para comparação, o melhor tempo de voo comercial do Concorde foi de 2 horas e 52 minutos e o Boeing 747 tem uma média de 6 horas e 15 minutos.
Em 26 de abril de 1971, 61-7968, pilotado pelos majores Thomas B. Estes e Dewain C. Vick, voou mais de 15 000 milhas (24 000 km) em 10 horas e 30 minutos. Este voo foi premiado com o Troféu Mackay de 1971 pelo "voo mais meritório do ano" e o Troféu Harmon de 1972 pela "maior conquista internacional na arte/ciência da aeronáutica".

### Sucessor
Existia especulação sobre uma substituição para o SR-71, incluindo rumores de uma aeronave com o codinome Aurora. As limitações dos satélites de reconhecimento, que levam até 24 horas para chegar à órbita adequada para fotografar um determinado alvo, os tornam mais lentos para responder à demanda do que os aviões de reconhecimento. A órbita sobrevoada de satélites espiões também pode ser prevista e pode permitir que os ativos sejam ocultados quando o satélite passa, uma desvantagem não compartilhada por aeronaves. Assim, há dúvidas de que os EUA tenham abandonado o conceito de aviões espiões para complementar os satélites de reconhecimento. Veículos aéreos não tripulados (VANTs) também são usados para reconhecimento aéreo no século 21, sendo capazes de sobrevoar território hostil sem colocar em risco os pilotos humanos, além de serem menores e mais difíceis de detectar do que aeronaves tripuladas.
Em 1º de novembro de 2013, os meios de comunicação informaram que a Skunk Works estava trabalhando em um avião de reconhecimento não tripulado chamado SR-72, que voaria duas vezes mais rápido que o SR-71, a Mach 6. No entanto, a USAF está oficialmente desenvolvendo o Northrop Grumman RQ-180 para assumir o papel estratégico do SR-71.

## Tecnologia

### Motores
A propulsão do SR-71 consistia em dois motores turbojato Pratt & Whitney’s modelo JT11D-20 (J58) com pós-combustores.
Cada motor possuía um difusor de entrada de ar de geometria variável (cone móvel) e um complexo sistema de drenagem de ar que permitia o ar passar por fora da seção da turbina indo diretamente para o pós-combustor, atuando portanto como um motor híbrido turbo-ramjet.
A máxima eficiência era alcançada nas velocidades acima de Mach 2,0 sendo que a velocidade de cruzeiro era de Mach 3,2 limitada primariamente pelas restrições de temperatura da estrutura.
O combustível também era usado no sistema hidráulico do motor e como refrigerante do motor e de outros sistemas. Portanto tratava-se de um combustível especial, o JP-7 e o PWA 523E, que possuíam alta estabilidade térmica e não depositavam impurezas nos sistemas de passagem.
Esse combustível possuía baixa pressão de vapor e um ponto de ignição tão alto que se um fósforo aceso fosse atirado em uma poça dele, era apagado. Para se iniciar a ignição era usado o elemento pirofórico trietilborano.

### Fuselagem

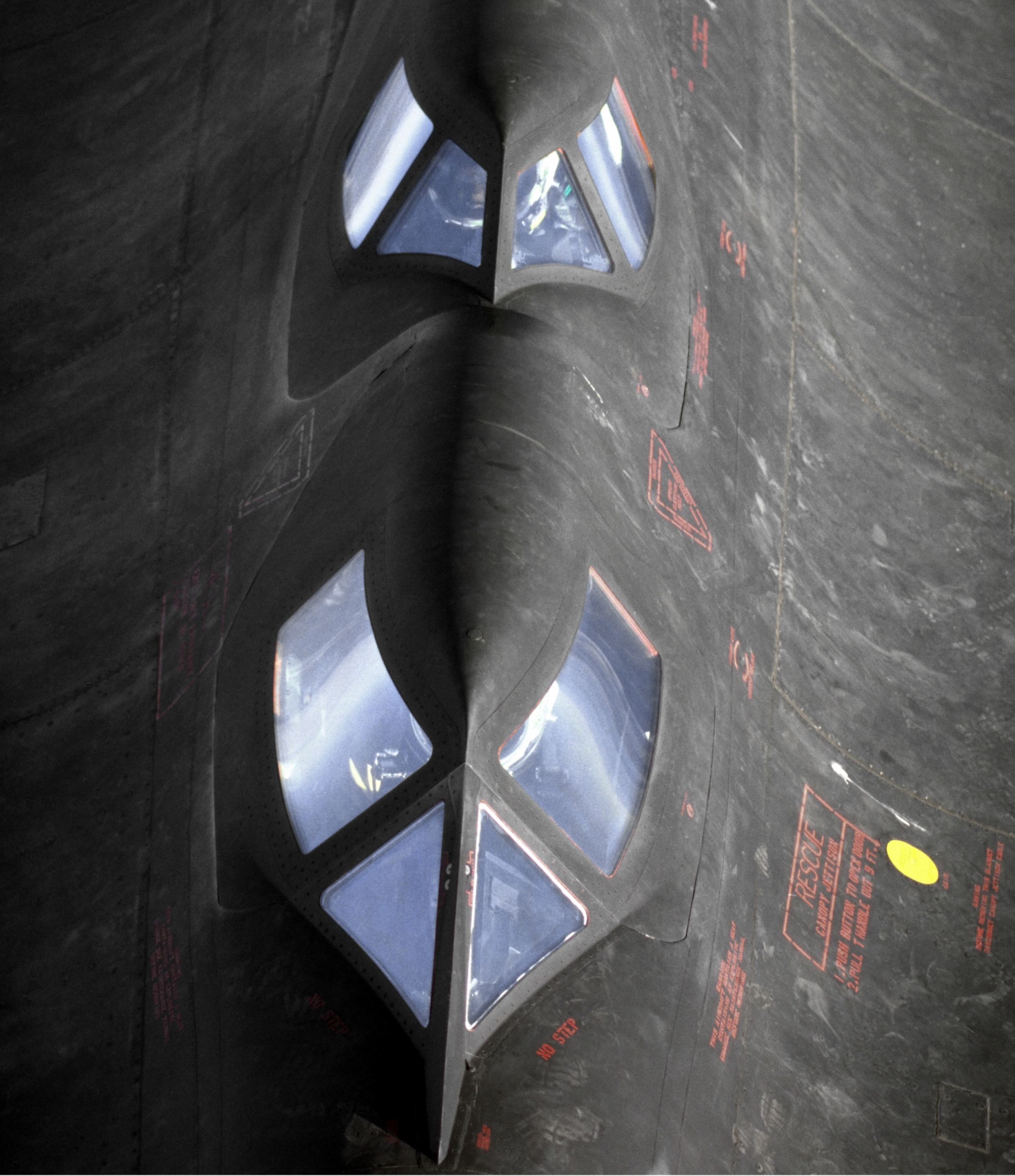
Figura 1: SR-71 B de treinamento, apresentando o cockpit traseiro elevado para o instrutor

Devido à fricção com o ar, as temperaturas médias das superfícies externas variavam de aproximadamente 240 oC a 330 oC, sendo que algumas partes chegavam a 565 oC. Isso impedia o uso de alumínio como material estrutural. Dessa forma o material escolhido foi o titânio, 93% do peso estrutural era composto por ligas de titânio.
Algumas partes como as bordas da fuselagem, estabilizadores verticais, cones das entradas de ar e cone da cauda eram feitos de materiais poliméricos compostos, que eram usados basicamente para reduzir a assinatura de radar.
Uma característica deste avião é a existência de chines ao longo da fuselagem. Trata-se de uma extensão lateral (carenagem lateral) ao longo da parte frontal do corpo, no sentido longitudinal. Seu objetivo é prover estabilidade e sustentação adicionais.
O Blackbird (pássaro negro) recebeu este nome em função de uma pintura preta de alta emissividade, que ajudava na irradiação do calor e consequentemente diminuía o estresse térmico sobre a fuselagem.

## Variantes
Além do SR-71 A, foram construídas duas unidades do SR-71B, que era uma versão de treinamento, onde o cockpit traseiro era mais elevado e servia ao instrutor, vide figura 1.
Após um acidente em janeiro de 1968, uma destas unidades foi substituída pelo SR-71C, também uma versão de treinamento muito semelhante ao SR-71B.

## Velocidade e altitude
Os Blackbirds são conhecidos pelas velocidades e altitudes alcançadas.
A velocidade máxima de cruzeiro projetada era de Mach 3,2, sendo que a velocidade máxima recomendada em operações normais era de Mach 3,17. Porém, se autorizado, a velocidade podia chegar até Mach 3,3, desde que o limite de 427 oC para a temperatura de entrada do compressor não fosse excedida.
De acordo com o manual, a altitude máxima do SR-71 era de 25,91 km (85 000 pés), a menos que uma altitude maior fosse especificamente autorizada.
Em julho de 1976, o recorde oficial de velocidade foi obtido na altitude de 25,93 km (85 069 pés), onde atingiu-se 3 529 km/h (Mach 3,3).

## Na cultura popular
No livro de Frederick Forsyth, A Alternativa do Diabo, o personagem Adam Munro, descreve um voo entre os Estados Unidos e a Rússia em um SR-71, com uma tentativa de interceptação por Migs 25-E.

## Especificações

### Características gerais
Tripulação: 2 (um piloto e um operador dos sistemas de reconhecimento)
Comprimento: 32,74 metros (107 pés)
Envergadura: 16,94 metros (55 pés)
Altura: 5,64 metros (18 pés)
Peso máximo de decolagem: 78 018 kg (152 000 libras)
Motor: 2 x Pratt & Whitney J58, 110 kN cada

### Performance
Velocidade máxima: 3 540 km/h (1 910 nós) a 80 mil pés (24 mil metros)
Teto operacional: 85 mil pés (26 mil metros)
Taxa de subida: 11 820 pés/minuto (60 m/s)

### De tradução
- Este artigo foi inicialmente traduzido, total ou parcialmente, do artigo da Wikipédia em inglês cujo título é «Lockheed SR-71 Blackbird».Referências

1. ↑  «Creating the Blackbird». Lockheed Martin. Consultado em 14 de março de 2010
2. 1 2  Roblin, Sebastien (21 de outubro de 2016). «The SR-71 Blackbird: The Super Spy Plane That Outran Missiles». The National Interest. Consultado em 6 de julho de 2022
3. ↑  "SR-71 Blackbird." PBS documentary, Aired: 15 de novembro de 2006.
4. ↑  Landis e Jenkins 2005, pp. 98, 100–101.
5. ↑  Pace 2004, pp. 126–127.
6. ↑  Gibbs, Yvonne (1 de março de 2014). «NASA Armstrong Fact Sheet: SR-71 Blackbird». NASA. Consultado em 6 de julho de 2022
7. ↑  Artie Villasanta (23 de novembro de 2018). «U.S. Pushes Hard To Build SR-72 Hypersonic Fighter». Business Times
8. ↑  Crickmore 1997, p. 64.
9. ↑  Landis and Jenkins 2005, p. 78.
10. ↑  Pace 2004, p. 159.
11. ↑  «Fédération Aéronautique Internationale (FAI) - General Aviation World Records». web.archive.org. 29 de julho de 2010. Consultado em 31 de março de 2023
12. ↑  Rich and Janos 1994, p. 85.
13. ↑  McIninch 1996, p. 31.
14. 1 2  Robarge, David (27 de junho de 2007). «A Futile Fight for Survival». Archangel: CIA's Supersonic A-12 Reconnaissance Aircraft. [S.l.]: CSI Publications. Consultado em 13 de abril de 2009. Cópia arquivada em 9 de outubro de 2007
15. ↑  Cefaratt; Gill (2002). Lockheed: The People Behind the Story. [S.l.]: Turner Publishing Company. pp. 78, 158. ISBN 978-1-56311-847-0
16. ↑  «Lockheed B-71 (SR-71)». National Museum of the United States Air Force. 29 de outubro de 2009. Consultado em 2 de outubro de 2013. Cópia arquivada em 4 de outubro de 2013
17. 1 2  Landis and Jenkins 2005, pp. 56–57.
18. ↑  McIninch 1996, p. 29.
19. ↑  SR-71 Blackbird - Cold War icon (YouTube). Imperial War Museums. 3 de novembro de 2021
20. ↑  McIninch 1996, pp. 14–15.
21. ↑  Merlin 2005, pp. 4–5.
22. ↑  McIninch, 1996
23. ↑  Landis and Jenkins 2005, p. 47.
24. ↑  Merlin 2005, p. 6.
25. ↑  Reyes, Jesus (6 de julho de 2019). «First man to fly the world's fastest aircraft dies in Rancho Mirage». KESQ. Consultado em 6 de julho de 2019. Cópia arquivada em 6 de julho de 2019
26. ↑  Crickmore 1997, pp. 56, 58.
27. ↑  Graham, Richard. «SR-71 Pilot Interview Richard Graham, Veteran Tales interview at Frontiers of Flight Museum (at 1:02:55)». YouTube. Erik Johnston. Consultado em 29 de agosto de 2013
28. ↑  «Col. Richard Graham (USAF, Ret.)». Habu.org. The Online Blackbird Museum. Consultado em 16 de janeiro de 2016
29. ↑  Shul, Brian (1994). The Untouchables. [S.l.]: Mach One. p. 173. ISBN 0929823125
30. ↑  Crickmore 1997, p. 59.
31. ↑  Crickmore 1997, pp. 62–64.
32. ↑  «Memorandum for the Chairman, Sanitization and Decontrol Working Group Black Shield Photography» (PDF). Central Intelligence Agency. 19 de novembro de 1968. Consultado em 16 de julho de 2020. Cópia arquivada (PDF) em 23 de janeiro de 2017
33. ↑  Crickmore 1997, pp. 62–64.
34. ↑  Norros, Guy, "Hyper ops", Aviation Week & Space Technology, 20 July – 2 August 2015, p. 28.
35. ↑  Hobson p. 269.
36. ↑  Donald 2003, p. 167.
37. ↑  Little, Richard (22 de setembro de 2015). «Bye Bye U-2: CIA Legend Allen Predicts End Of Manned Reconnaissance». Breaking Defense. Consultado em 29 de maio de 2017
38. ↑  SR 71 Flight (Relatório). Federal Bureau of Investigation. 6 de dezembro de 1971. p. 340. A Base Aérea de Beale, Califórnia, ofereceu, gratuitamente ao Bureau, o uso de uma aeronave SR-71 para fotografar o terreno sobre o qual o avião sequestrado voou em sua viagem para Reno
39. ↑  SR 71 Flight (Relatório). Federal Bureau of Investigation. 6 de dezembro de 1971. p. 340. sobrevoos fotográficos usando aeronaves SR-71 foram realizados em cinco ocasiões distintas sem fotografias obtidas devido à visibilidade limitada de altitude muito alta.
40. ↑  Bonafede, Håkon (22 de abril de 2012). «SPIONFLY, DEN KALDE KRIGEN - Spionfly landet i Bodø» [Spy plane, The Cold War - Spy plane landed in Bodø] (em norueguês). Noruega: Side3. Consultado em 11 de setembro de 2017
41. ↑  Haynes, Leland. «SR-71 Bodo Norway Operations». Consultado em 7 de outubro de 2017
42. ↑  Bonafede, Håkon (10 de maio de 2018). «På skuddhold av SR-71 Blackbird» [Shooting of the SR-71]. Side3 (em norueguês). Norway
43. ↑  «TV: Kärnvapensäkra bunkern styrde flygplanen» [TV: Aircraft controlled from nuclear weapon secured bunker]. Kundservice. Sweden. 2 de maio de 2017. Consultado em 7 de outubro de 2017. Olhe para o minuto 5:57
44. ↑  Flyghistorisk Revy – System 37 Viggen, Stockholm: Svensk Flyghistorisk Förening, 2009, ISSN 0345-3413.
45. ↑  Mach 14, vol 4, no 3, 1983, p. 5. ISSN 0280-8498.
46. ↑  Mach 25, vol 7, no 2, 1986, pp. 28–29. ISSN 0280-8498.
47. ↑  Darwal 2004, pp. 151–156.
48. ↑  OConnor, Kelly. When the Swedish Air Force Saab 37 Viggen Saved the Lockheed SR-71 Blackbird. 100th Air Refueling Wing Public Affairs. Consultado em 15 de dezembro de 2022 – via YouTube
49. ↑  «4 Swedish JA-37 Viggen pilots receives medals for SR-71 Blackbird rescue operation 1987 Part:1/2». YouTube (em inglês). Consultado em 25 de setembro de 2019. Cópia arquivada em 22 de março de 2019
50. 1 2  Graham, Richard (7 de julho de 1996). SR-71 Revealed: The Inside Story. [S.l.]: Zenith Press. ISBN 978-0760301227
51. ↑  Remak and Ventolo 2001, [falta página]
52. ↑  "Department of Defense Authorization for Appropriations for Fiscal Year 1994 and The Future Years." Senado dos Estados Unidos, Maio–Junho1993.
53. ↑  Graham 1996
54. ↑  Graham 1996
55. ↑  Jenkins 2001
56. ↑  Graham 1996
57. ↑  Gibbs, Yvonne (11 de agosto de 2015). «NASA Dryden Fact Sheets - SR-71 Blackbird». NASA (em inglês). Consultado em 31 de março de 2023
58. ↑  Jenkins 2001
59. 1 2 3  «Fédération Aéronautique Internationale (FAI) - General Aviation World Records». web.archive.org. 29 de julho de 2010. Consultado em 31 de março de 2023
60. ↑  Landis and Jenkins 2005, pp. 77–78.
61. ↑  «SR-71 World Record Speed and Altitude Flights». Wvi.com
62. ↑  «A-12, YF-12A, & SR-71 Timeline of Events». Voodoo-world.cz
63. ↑  «A-12, YF-12A, & SR-71 Timeline of Events». Voodoo-world.cz
64. ↑  «Eldon W. Joersz (USA) (8879)». www.fai.org (em inglês). 10 de outubro de 2017. Consultado em 11 de abril de 2022
65. ↑  Shul, Brian (1994). The Untouchables. [S.l.]: Mach One. p. 173. ISBN 0929823125
66. ↑  Shul and Watson 1993, pp. 113–114.
67. ↑  «SR-71 Online - Blackbird Records». www.sr-71.org. Consultado em 15 de janeiro de 2025
68. ↑  "Blackbird Records." sr-71.org. Retrieved: 18 October 2009.
69. ↑  "1966 Lockheed SR-71." Arquivado em 2011-07-28 no Wayback Machine vam.smv.org. Acesso em: 14 de fevereiro de 2011.
70. ↑  Siuru, William D. and John D. Busick. Future Flight: The Next Generation of Aircraft Technology. Blue Ridge Summit, Pennsylvania: TAB Books, 1994. ISBN 0-8306-7415-2.
71. ↑  Guy, Norris (1 de novembro de 2013). «Exclusive: Skunk Works Reveals SR-71 Successor Plan». Aviation Week. Penton. Consultado em 1 de novembro de 2013. Cópia arquivada em 11 de agosto de 2014
72. ↑  Stephen, Trimble (1 de novembro de 2013). «Skunk Works reveals Mach 6.0 SR-72 concept». Flightglobal.com. Reed Business Information. Consultado em 1 de novembro de 2013. Cópia arquivada em 21 de janeiro de 2014
73. ↑  Amy, Butler; Sweetman, Bill (6 de dezembro de 2013). «EXCLUSIVE: Secret New UAS Shows Stealth, Efficiency Advances». Aviation Week. Penton. Consultado em 6 de dezembro de 2013
74. 1 2 3 4 5 6 7 8  Merlin, Peter W. (5–8 de janeiro de 2009). Design and Development of the Blackbird:Challenges and Lessons Learned. 47th AIAA Aerospace Sciences Meeting Including The New Horizons Forum and Aerospace Exposition. Orlando, Florida. pp. 1–38. Consultado em 31 de agosto de 2020
75. ↑  «Section 1 - Introduction». SR-71 Flight Manual (em inglês). [S.l.: s.n.] p. 1-4
76. 1 2 3 4 5  Juvenal Jorge (9 de dezembro de 2018). «Lockheed SR-71 Blackbird, exatos 17 anos depois». Autoentusiastas. Consultado em 31 de agosto de 2020
77. ↑  «Creating the Blackbird». Lockheed Martin. Consultado em 26 de dezembro de 2016
78. ↑  «Section 5 - Maximum mach». SR-71 Flight Manual (em inglês). [S.l.: s.n.] p. 5-8
79. ↑  «Section 5 - Altitude». SR-71 Flight Manual (em inglês). [S.l.: s.n.] p. 5-10
80. ↑  Ernesto Klotzel (28 de julho de 2016). «A história do voo mais rápido de um jato com piloto». Aero Magazine. Consultado em 31 de agosto de 2020
81. ↑  Forsyth, Frederick (1985). A Alternativa do Diabo. [S.l.]: Record